# Klisura Peak
Der Klisura Peak (englisch; bulgarisch връх Клисура wrach Klisura) ist ein rund 600 m hoher Berg auf der Livingston-Insel im Archipel der Südlichen Shetlandinseln. Im Friesland Ridge der Tangra Mountains ragt er 3,8 km südsüdwestlich des Lyaskovets Peak, 2,7 km östlich des Mount Friesland, 1,8 km östlich des Simeon Peak, 1,75 km nördlich bis östlich des Preslav Crag und 2,5 km westlich bis nördlich des Hauptgipfels des Peshev Ridge auf. Der Macy-Gletscher liegt nordöstlich, östlich und südöstlich von ihm.
Die bulgarische Kommission für Antarktische Geographische Namen benannte ihn 2004 nach der Gemeinde Klissura im Zentrum Bulgariens.